# Charles Ray
Charles Ray, all'anagrafe Charles Edgar Ray (Jacksonville, 15 marzo 1891 – Los Angeles, 23 novembre 1943), è stato un attore, regista e produttore cinematografico statunitense.

## Biografia
Nato nell'Illinois nel 1891, Charles Ray debuttò a vent'anni come attore per la Independent Moving Pictures Co. of America (IMP) in The Fortunes of War, un cortometraggio diretto da Thomas H. Ince. Dopo una pausa di un anno, Ray ritornò al cinema nel 1913, anno in cui girò 21 film, in gran parte diretti da Charles Giblyn e da Ince. 

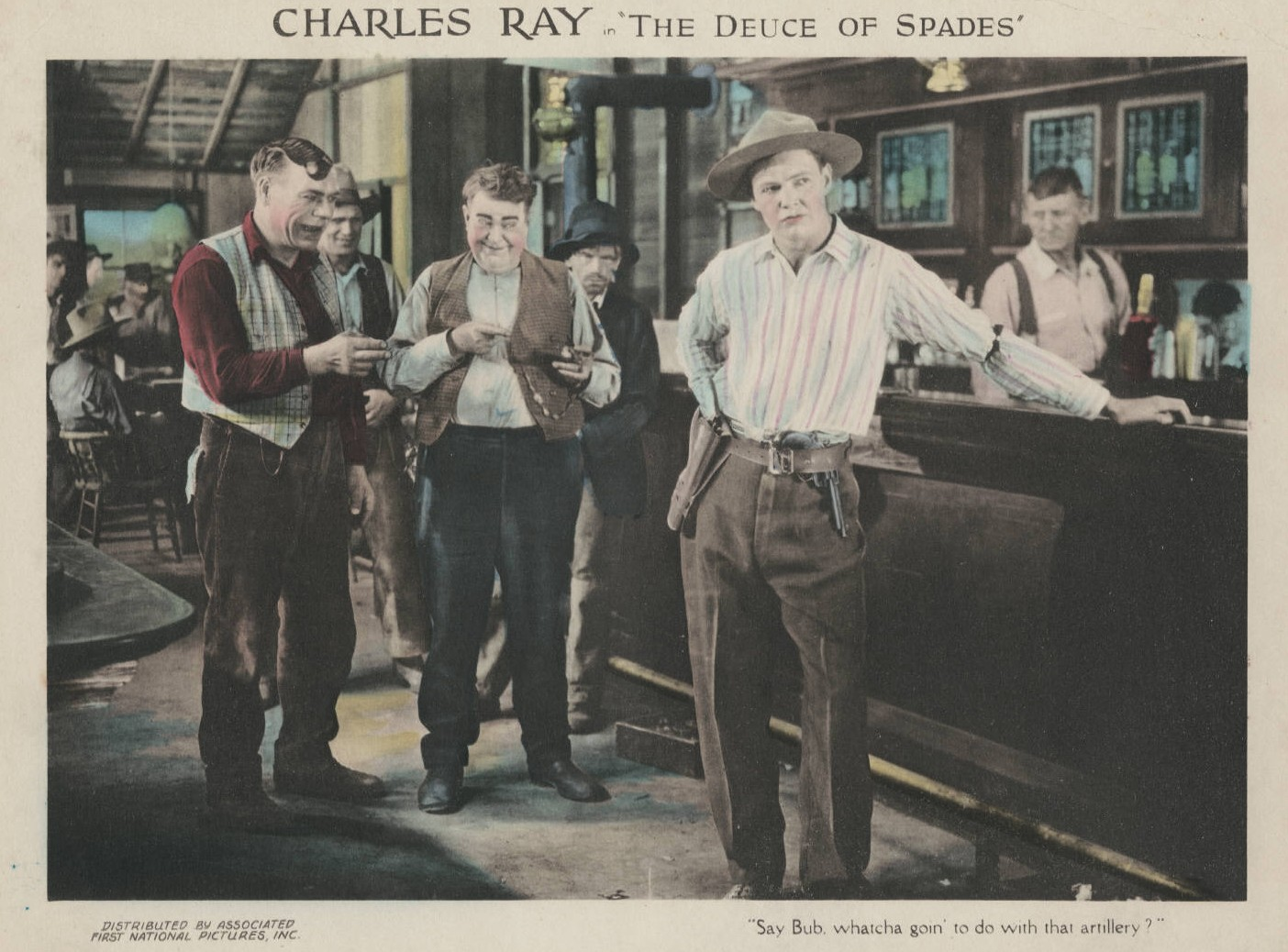
Cartolina pubblicitaria di The Deuce of Spades (1922)

Nei primissimi anni venti, Charles Ray diresse anche alcuni film e lavorò saltuariamente come sceneggiatore e produttore. Estremamente popolare per una serie di film che lo videro protagonista in ruoli giovanili, soprattutto in parti di giovane campagnolo, Ray si trovò con la carriera interrotta quando, per ragioni di età, perse il suo aspetto da ragazzo. Nel 1926, alla MGM, interpretò accanto a una giovane Joan Crawford il ruolo di protagonista in Paris, assumendo i toni sofisticati di un uomo di mondo. Ma, questo cambio di registro non incontrò lo stesso favore presso il pubblico. Ray finì per passare a interpretare piccole parti di contorno. Nella sua carriera, interpretò in totale 169 pellicole.
Dal 1910 al 1934, fu sposato con Yvonne Guerin Ray.
Morì nel 1943 per un'infezione ai denti a 52 anni. Venne sepolto al Forest Lawn Memorial Park di Glendale.

## Filmografia
Di seguito sono elencati i film girati da Charles Ray secondo la filmografia IMDb.La filmografia è completa. Quando manca il nome del regista, questo non viene riportato nei titoli.

### Attore

#### 1911-1913
- The Fortunes of War, regia di Thomas H. Ince – cortometraggio (1911)
- The Favorite Son, regia di Francis Ford – cortometraggio (1913)
- The Sharpshooter, regia di Charles Giblyn – cortometraggio (1913)
- The Barrier, regia di William J. Bauman – cortometraggio (1913)
- The Lost Dispatch, regia di Charles Giblyn – cortometraggio (1913)
- The Sergeant's Secret – cortometraggio (1913)
- The Sinews of War, regia di Charles Giblyn – cortometraggio (1913)
- The Grey Sentinel, regia di Burton L. King – cortometraggio (1913)
- Bread Cast Upon the Waters, regia di Thomas H. Ince – cortometraggio (1913)
- A Slave's Devotion, regia di Charles Giblyn – cortometraggio (1913)
- Jo Hibbard's Claim, regia di Jay Hunt – cortometraggio (1913)
- The Boomerang, regia di Thomas H. Ince – cortometraggio (1913)

- The Quakeress, regia di Raymond B. West – cortometraggio (1913)
- The Gambler's Pal, regia di Scott Sidney – cortometraggio (1913)
- The Bondsman, regia di Charles Giblyn – cortometraggio (1913)
- Exoneration, regia di Charles Giblyn – cortometraggio (1913)
- The Black Sheep, regia di Raymond B. West – cortometraggio (1913)
- For Mother's Sake, regia di Burton L. King – cortometraggio (1913)
- The Witch of Salem, regia di Raymond B. West (1913)
- The Buried Past, regia di Reginald Barker (1913)
- The Soul of the South, regia di Thomas H. Ince (1913)
- The Open Door, regia di Edward Barker (1913)
- Eileen of Erin, regia di Raymond B. West (1913)

#### 1914
- A Military Judas, regia di Jay Hunt, Thomas H. Ince (1914)
- Narcotic Spectre, regia di Scott Sidney (1914)
- For Her Brother's Sake, regia di Jay Hunt (1914)
- Repaid, regia di Walter Edwards (1914)
- For the Wearing of the Green, regia di Raymond B. West – cortometraggio (1914)
- The Path of Genius, regia di Raymond B. West (1914)
- Desert Gold, regia di Scott Sidney (1914)
- The Puritan, regia di John Ince (1914)
- The Squire's Son, regia di Raymond B. West (1914)
- Shorty's Sacrifice, regia di Scott Sidney (1914)
- The Rightful Heir, regia di Raymond B. West (1914)
- The Card Sharps, regia di Scott Sidney (1914)
- In the Cow Country, regia di Raymond B. West (1914)
- Shorty's Strategy, regia di Francis Ford (1914)
- The Latent Spark, regia di Raymond B. West (1914)
- Desert Thieves, regia di Scott Sidney – cortometraggio (1914)
- The Curse of Humanity, regia di Scott Sidney (1914)
- The City, regia di Raymond B. West (1914)
- The Thunderbolt, regia di Scott Sidney (1914)
- The Gangsters and the Girl, regia di Scott Sidney (1914)
- Red Mask, regia di Charles Giblyn (1914)
- The Silver Bell, regia di Raymond B. West (1914)
- One of the Discarded, regia di Thomas H. Ince (1914)
- The Word of His People, regia di Jay Hunt (1914)
- The Power of the Angelus, regia di William Clifford, Thomas H. Ince (1914)
- The Friend, regia di Scott Sidney (1914)
- The City of Darkness, regia di Reginald Barker (1914)
- Not of the Flock, regia di Scott Sidney (1914)
- The Fortunes of War, regia di Jay Hunt (1914)

#### 1915
- In the Tennessee Hills, regia di James Vincent (1915)
- The Grudge, regia di William S. Hart (1915)
- The Wells of Paradise, regia di Tom Chatterton (1915)
- The Spirit of the Bell, regia di Jay Hunt (1915)
- The Cup of Life, regia di Thomas H. Ince e Raymond B. West (1915)
- The Renegade, regia di Charles Swickard (1915)
- The Shoal Light, regia di Scott Sidney (1915)
- The Conversion of Frosty Blake, regia di William S. Hart (1915)
- The Ace of Hearts, regia di Walter Edwards (1915)
- The Lure of Woman (1915)
- Il vile (The Coward), regia di Reginald Barker, Thomas H. Ince (1915)
- The Forbidden Adventure, regia di Charles Swickard (1915)
- The Painted Soul, regia di Scott Sidney (1915)

#### 1916
- Peggy, regia di Charles Giblyn, Thomas H. Ince (1916)
- The Dividend, regia di Walter Edwards, Thomas H. Ince (1916)
- The Deserter, regia di Walter Edwards (1916)
- Home, regia di Raymond B. West (1916)
- Honor Thy Name, regia di Charles Giblyn (1916)
- The Wolf Woman, regia di Raymond B. West (1916)
- Plain Jane, regia di Charles Miller (1916)
- A Corner in Colleens, regia di Charles Miller (1916)
- The Honorable Algy, regia di Raymond B. West (1916)

#### 1917
- The Weaker Sex, regia di Raymond B. West (1917)
- Skinner's Dress Suit, regia di Harry Beaumont (1917)
- Back of the Man, regia di Reginald Barker (1917)
- The Pinch Hitter, regia di Victor Schertzinger (1917)
- The Millionaire Vagrant, regia di Victor L. Schertzinger (1917)
- The Clodhopper, regia di Victor Schertzinger (1917)
- Sudden Jim, regia di Victor Schertzinger (1917)
- The Son of His Father, regia di Victor Schertzinger (1917)
- His Mother's Boy, regia di Victor Schertzinger (1917)

#### 1918
- Staking His Life (1918)
- The Hired Man, regia di Victor Schertzinger (1918)
- The Family Skeleton, regia di Victor Schertzinger e Jerome Storm (1918)
- Playing the Game, regia di Victor Schertzinger (1918)
- His Own Home Town, regia di Victor Schertzinger (1918)
- The Claws of the Hun, regia di Victor Schertzinger (1918)
- A Nine O'Clock Town, regia di Victor Schertzinger (1918)
- The Law of the North, regia di Irvin Willat (1918)
- A Liberty Bond Plea (1918)
- String Beans, regia di Victor Schertzinger (1918)

#### 1919
- The Girl Dodger, regia di Jerome Storm (1919)
- The Sheriff's Son, regia di Victor Schertzinger (1919)
- Il fulmine di Piperville (Greased Lightning), regia di Jerome Storm (1919)
- The Busher, regia di Jerome Storm (1919)
- Hay Foot, Straw Foot, regia di Jerome Storm (1919)
- Bill Henry, regia di Jerome Storm (1919)
- The Egg Crate Wallop, regia di Jerome Storm (1919)
- Crooked Straight, regia di Jerome Storm (1919)
- Red Hot Dollars, regia di Jerome Storm (1919)

#### 1920
- Alarm Clock Andy, regia di Jerome Storm (1920)
- Homer Comes Home, regia di Jerome Storm (1920)
- Paris Green, regia di Jerome Storm (1920)
- 45 Minutes from Broadway (o Forty-five Minutes from Broadway), regia di Joseph De Grasse (1920)
- The Village Sleut, regia di Jerome Storm (1920)
- Peaceful Valley, regia di Jerome Storm (1920)
- An Old Fashioned Boy, regia di Jerome Storm (1920)
- Nineteen and Phyllis, regia di Joseph De Grasse (1920)

#### 1921
- The Old Swimmin' Hole, regia di Joseph De Grasse (1921)
- Scrap Iron, regia di Charles Ray (1921)
- A Midnight Bell, regia di Charles Ray (1921)
- Two Minutes to Go, regia di Charles Ray (1921)
- R.S.V.P., regia di Charles Ray (1921)

#### 1922
- The Barnstormer, regia di Charles Ray (1922)
- Saved from the Depths (1922)
- African Love (1922)
- Gas, Oil and Water, regia di Charles Ray (1922)
- After the Storm (1922)
- Mystery of the Mission (1922)
- The Deuce of Spades, regia di Charles Ray (1922)
- Double Crossed (1922)
- Smudge, regia di Charles Ray (1922)
- Alias Julius Caesar, regia di Charles Ray (1922)
- A Tailor-Made Man, regia di Joseph De Grasse (1922)
- Robin Hood, regia di Allan Dwan (1922)

#### 1923-1928
- The Girl I Loved, regia di Joseph De Grasse (1923)
- Ponjola, regia di Donald Crisp (1923)
- The Courtship of Myles Standish, regia di Frederick Sullivan (1923)
- Dynamite Smith, regia di Ralph Ince (1924)
- Percy, regia di Roy William Neill (1925)
- Some Pun'kins, regia di Jerome Storm (1925)
- Bright Lights, regia di Robert Z. Leonard (1925)
- Sweet Adeline, regia di Jerome Storm (1926)
- The Auction Block, regia di Hobart Henley (1926)
- Paris, regia di Edmund Goulding (1926)
- The Fire Brigade, regia di William Nigh (1926)
- The American (alias The Flag Maker), regia di James Stuart Blackton (1927)
- Girl in the Rain (1927)
- Nobody's Widow, regia di Donald Crisp (1927)
- Getting Gertie's Garter, regia di E. Mason Hopper (1927)
- Vanity, regia di Donald Crisp (1927)
- Eden Palace (The Garden of Eden), regia di Lewis Milestone (1928)
- The Count of Ten, regia di James Flood (1928)

#### Anni trenta
- The Bride's Bereavement; or, The Snake in the Grass, regia di Robert F. Hill (1932)
- Stolen by Gypsies or Beer and Bicycles, regia di Albert Ray (1933)
- School for Girls, regia di William Nigh (1934)
- La signorina curiosa (Ladies Should Listen), regia di Frank Tuttle (1934)
- By Your Leave, regia di Lloyd Corrigan (1934)
- Ticket to a Crime, regia di Lewis D. Collins (1934)
- Welcome Home, regia di James Tinling (1935)
- Just My Luck, regia di Ray Heinz (1935)
- Hollywood Boulevard, regia di Robert Florey (1936)

#### Anni quaranta
- A Little Bit of Heaven, regia di Andrew Marton (1940)
- Incontro a New York (The Man Who Lost Himself), regia di Edward Ludwig (1941)
- La ribelle del West The Lady from Cheyenne, regia di Frank Lloyd (1941)
- Hurry, Charlie, Hurry, regia di Charles E. Roberts (1941)
- Richiamo del Nord (Wild Geese Calling), regia di John Brahm (1941)
- Il mio avventuriero (A Yank in the R.A.F.), regia di Henry King (1941)
- Married Bachelor, regia di Edward Buzzell, Norman Taurog (1941)
- Amore per appuntamento (Appointment for Love), regia di William A. Seiter (1941)
- Harvard, Here I Come!, regia di Lew Landers (1941)
- Rio Rita, regia di S. Sylvan Simon (1942)
- La signora Miniver (Mrs. Miniver), regia di William Wyler (1942)
- Il magnifico fannullone (The Magnificent Dope), regia di Walter Lang (1942)
- The Postman Didn't Ring, regia di Harold D. Schuster (1942)
- Tennessee Johnson, regia di William Dieterle (1942)
- La fortuna è bionda (Slightly Dangerous), regia di Wesley Ruggles (1943)
- L'uomo venuto da lontano (An American Romance), regia di King Vidor (1944)

### Sceneggiatore
- Dangerous Business, regia di R. William Neill (Roy William Neill) (1920)
- Scrap Iron, regia di Charles Ray (1921)
- Smudge, regia di Charles Ray (1922)

### Regista
- Scrap Iron (1921)
- A Midnight Bell (1921)
- Two Minutes to Go (1921)
- R.S.V.P. (1921)
- The Barnstormer (1922)
- Gas, Oil and Water (1922)
- The Deuce of Spades (1922)
- Smudge (1922)
- Alias Julius Caesar (1922)

### Produttore
- The Old Swimmin' Hole (1921)
- A Midnight Bell, regia di Charles Ray (1921)
- Two Minutes to Go (1921)
- The Barnstormer (1922)
- Gas, Oil and Water (1922)
- The Deuce of Spades (1922)
- Alias Julius Caesar (1922)
- A Tailor-Made Man (1922)
- The Girl I Loved (1923)
- The Courtship of Myles Standish (1923)